# Fotoassimilado
Fotoassimilados são os compostos resultantes da fotossíntese. São utilizados como fonte de energia pelas bactérias que realizam a fixação de nitrogênio junto às raízes das plantas.
São transportados pelo floema para outras partes do organismo.